# Evangelische Dreifaltigkeitskirche (Darmstadt-Eberstadt)

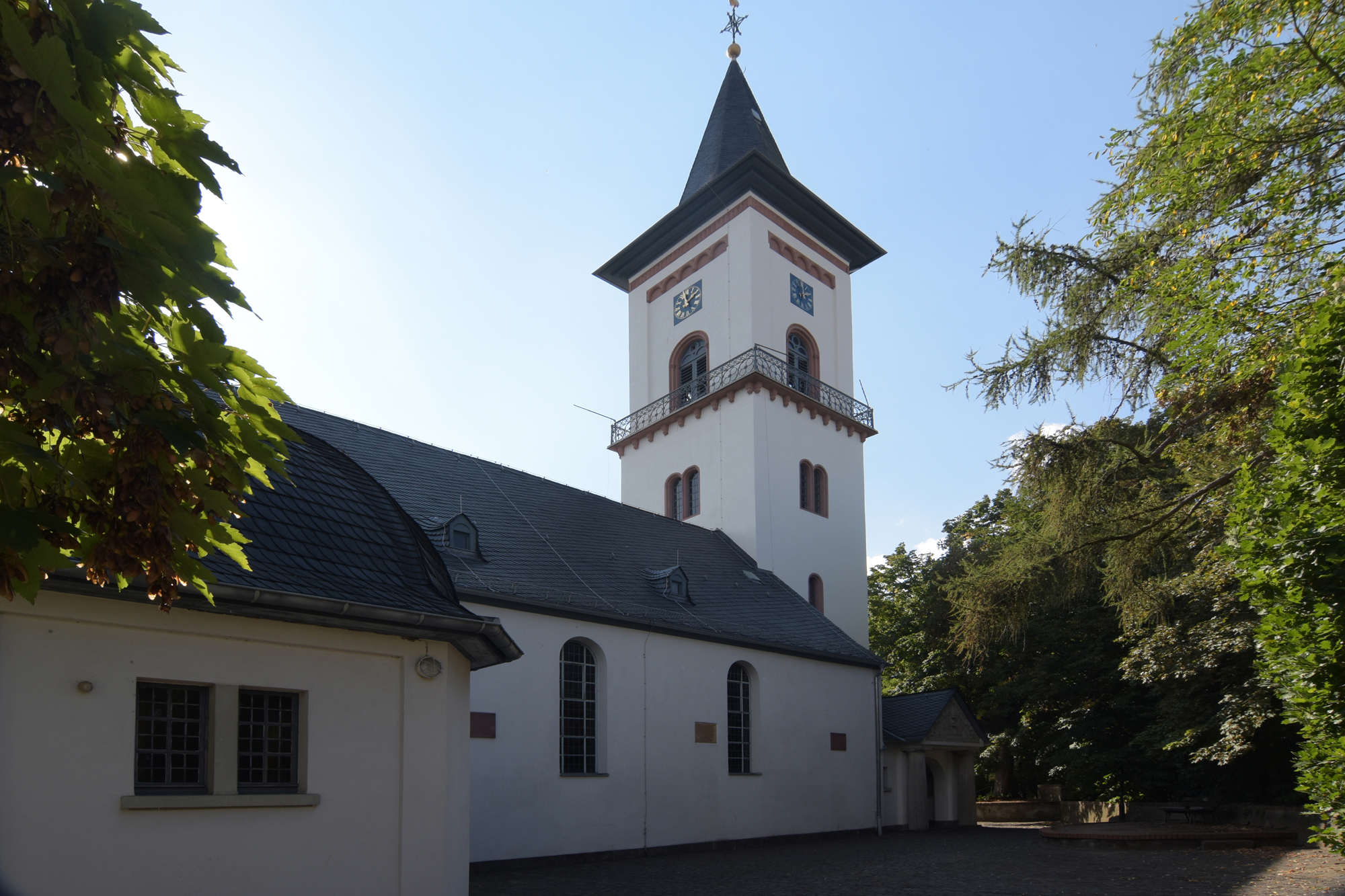
Evangelische Dreifaltigkeitskirche (2016)

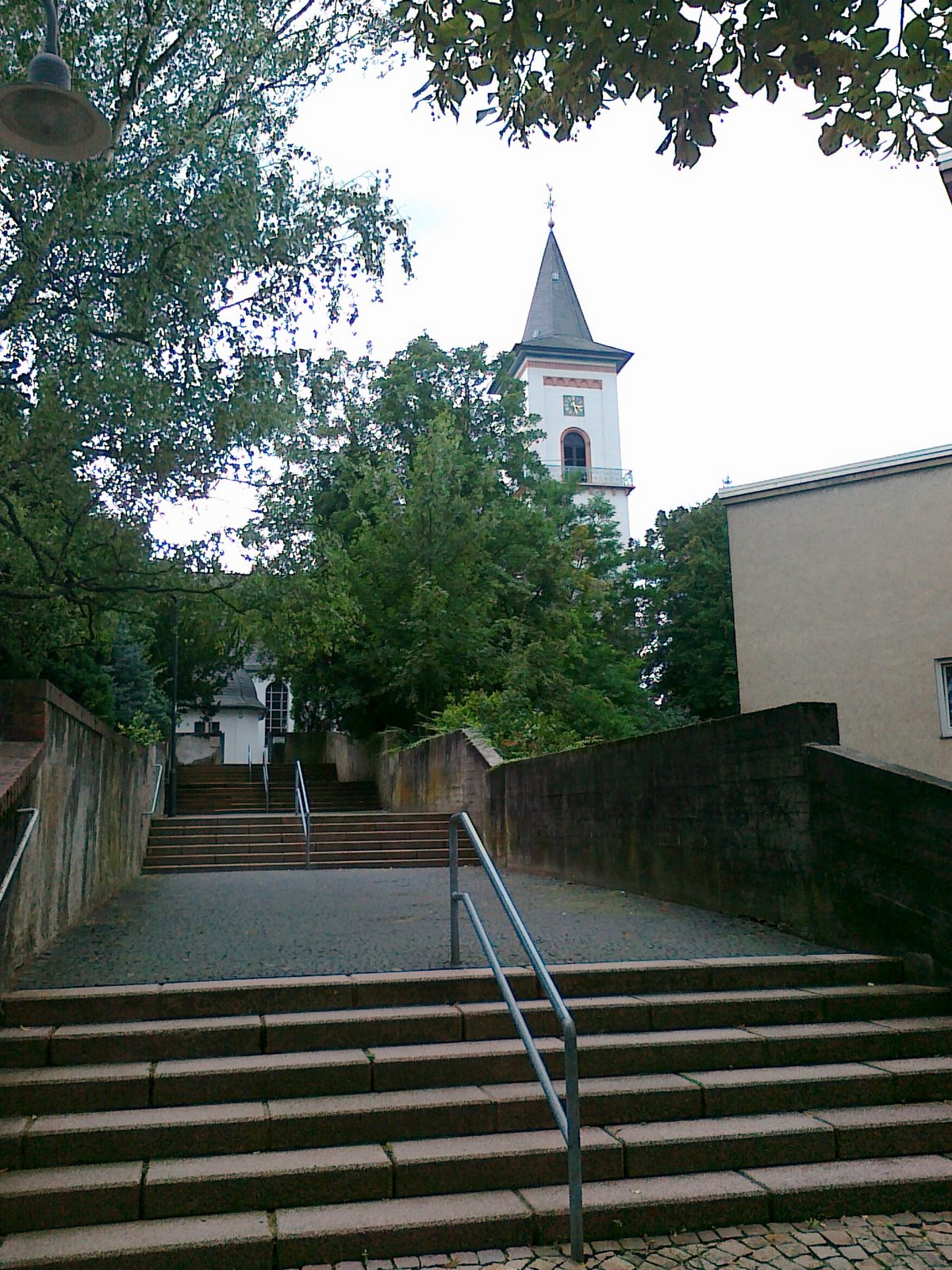
Evangelische Dreifaltigkeitskirche (2010)

Die Evangelische Dreifaltigkeitskirche Eberstadt ist eine evangelische Kirche in Darmstadt-Eberstadt.

## Geschichte
Der erste schriftliche Beleg für eine Kirche in Eberstadt stammt von um 1260. Konrad Reiz von Breuberg, Erbauer der Burg Frankenstein, stiftet eine Seelenmesse in der Kirche. Den Namen „Dreifaltigkeitskirche“ erhält sie erst 1960; bis dahin hieß es schlicht nur „Eberstädter Kirche“, und bis 1911 war sie auch die einzige.
Der neue 26 m hohe Kirchturm wurde 1523 mit den Wappen der Bauherren Hans und Philipp von Frankenstein und ihrer Ehefrauen verziert. Die Herren von Frankenstein stifteten auch einen goldenen Abendmahlskelch (1506), die Glocke „St. Anna“ (1512), Taufkanne und Taufschale (16. Jhd.). Seit dem 18. Jhd. sind drei Glocken nachgewiesen. Eine Turmuhr mit Viertelstundenschlag gibt es seit 1725.
Im Jahre 1604 wurde die Kirche um etwa die Hälfte vergrößert. Im Jahre 1715 wurde die Kirche umfassend saniert. Bei einer Renovierung in den Jahren 1850/51 erhöhte man den Kirchturm und versah ihn mit einer spitzen Haube. 1893 entstand etwas unterhalb des Kirchbergs das neue Pfarrhaus im Stil des Historismus. Im Jahre 1912 erhielt die Kirche nach gründlichem Umbau durch Friedrich Pützer ihre heutige Gestalt. Aus dieser Zeit stammt auch der Jubiläumsbrunnen (auch: Pfarrerbrunnen) am Fuß des Kirchbergs. Der Brunnen erinnert an das 250-jährige Jubiläum des Übergangs Eberstadts von den Herren von Frankenstein an Hessen-Darmstadt.
Im Jahre 1961 erfolgte die letzte Neugestaltung der Kirche, bei der das flach gedeckte Langhaus im Osten durch rechteckige Nischen erweitert und die Ausstattung Pützers im gemäßigten Jugendstil beseitigt wurde.
Wie aus Grundriss und Foto der Darmstädter Denkmalseite ersichtlich, sind die Stützen im Bereich der südlichen Seitenempore deutlich kräftiger als die der Orgelempore und reichenoberhalb der Empore weiter bis zur Decke des Kirchenraums, den diese Stützenreihe mithin in ein breites Hauptschiff und ein schmales Südseitenschiff unterteilt.

## Gemeindehaus

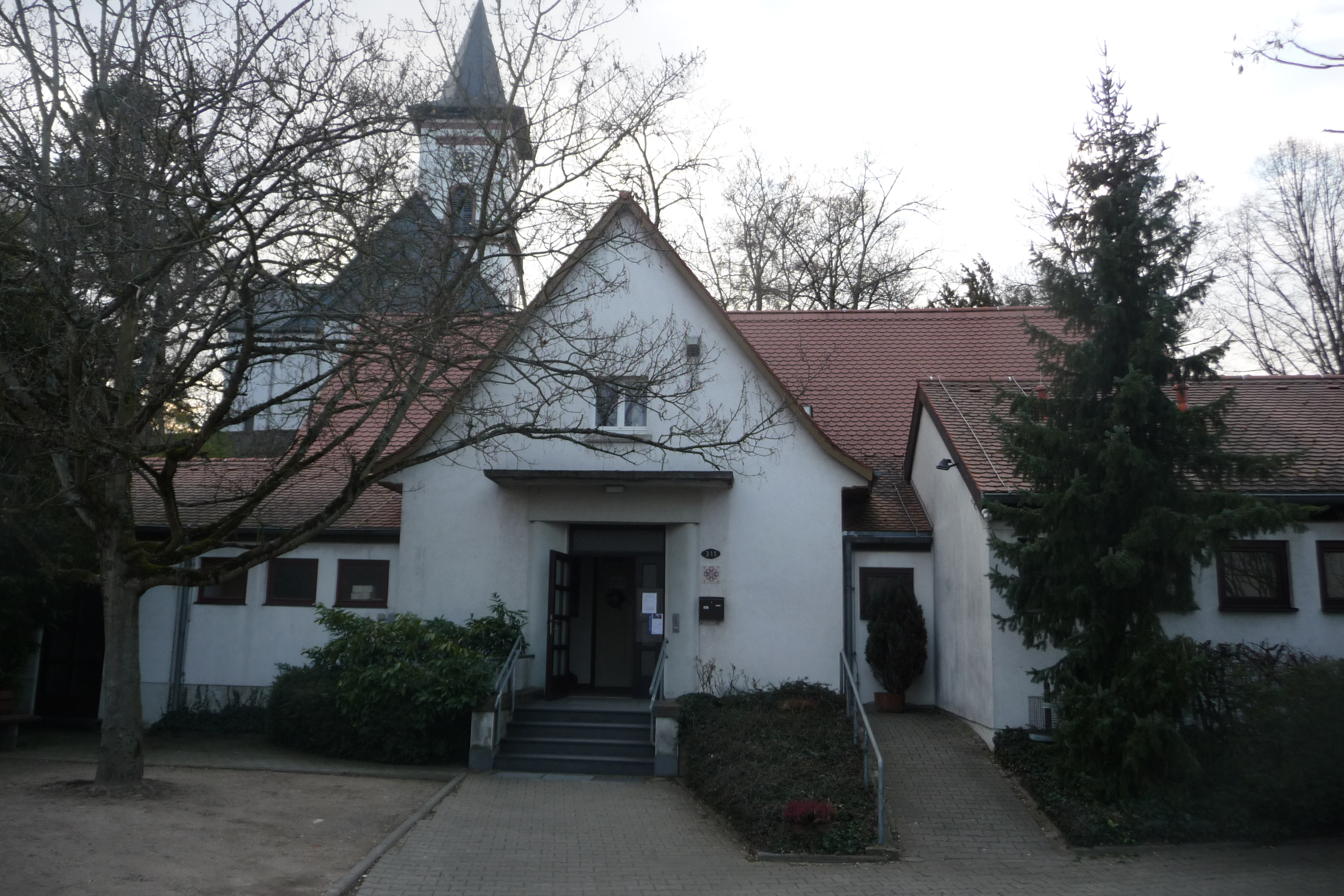
Gemeindehaus der Evangelischen Dreifaltigkeitsgemeinde Darmstadt-Eberstadt

Das Gemeindehaus der Evangelischen Dreifaltigkeitsgemeinde, erbaut 1930, befindet sich unmittelbar neben der Evangelischen Dreifaltigkeitskirche an der Heidelberger Landstraße 311.
Das Gemeindehaus wurde seit der Erbauung vielfach umgestaltet und erweitert. Zunächst wurde die evangelische Gemeindepflegestation Darmstadt-Eberstadt 1940 in das Gemeindehaus aufgenommen. In der ersten Etage wurde eine Wohnung für die Schwestern des Elisabethenstifts eingebaut. Die Räume im Erdgeschoss wurden 1957 für die damalige Jugendgemeinde St. Johannes umgestaltet. Von 1962 bis 1971 dienten die Räume des Gemeindehauses dem gemeindeeigenen Kindergarten.
Baulich erweitert wurde das Gemeindehaus nach Norden 1984/85. Es entstand ein Raum für die „Altenbegegnung“ sowie ein Jugendraum im neu entstandenen Keller. 1993 kam nach Süden ein weiterer Anbau hinzu, der seitdem als Materialraum genutzt wird.
Grundlegend saniert und modernisiert wurde das Gemeindehaus und der Außenbereich in den Jahren 2021 bis 2023. Seitdem ist der Keller Materialraum und im ersten Obergeschoss entstand ein neues Kinder- und Jugendbüro.

## Denkmal

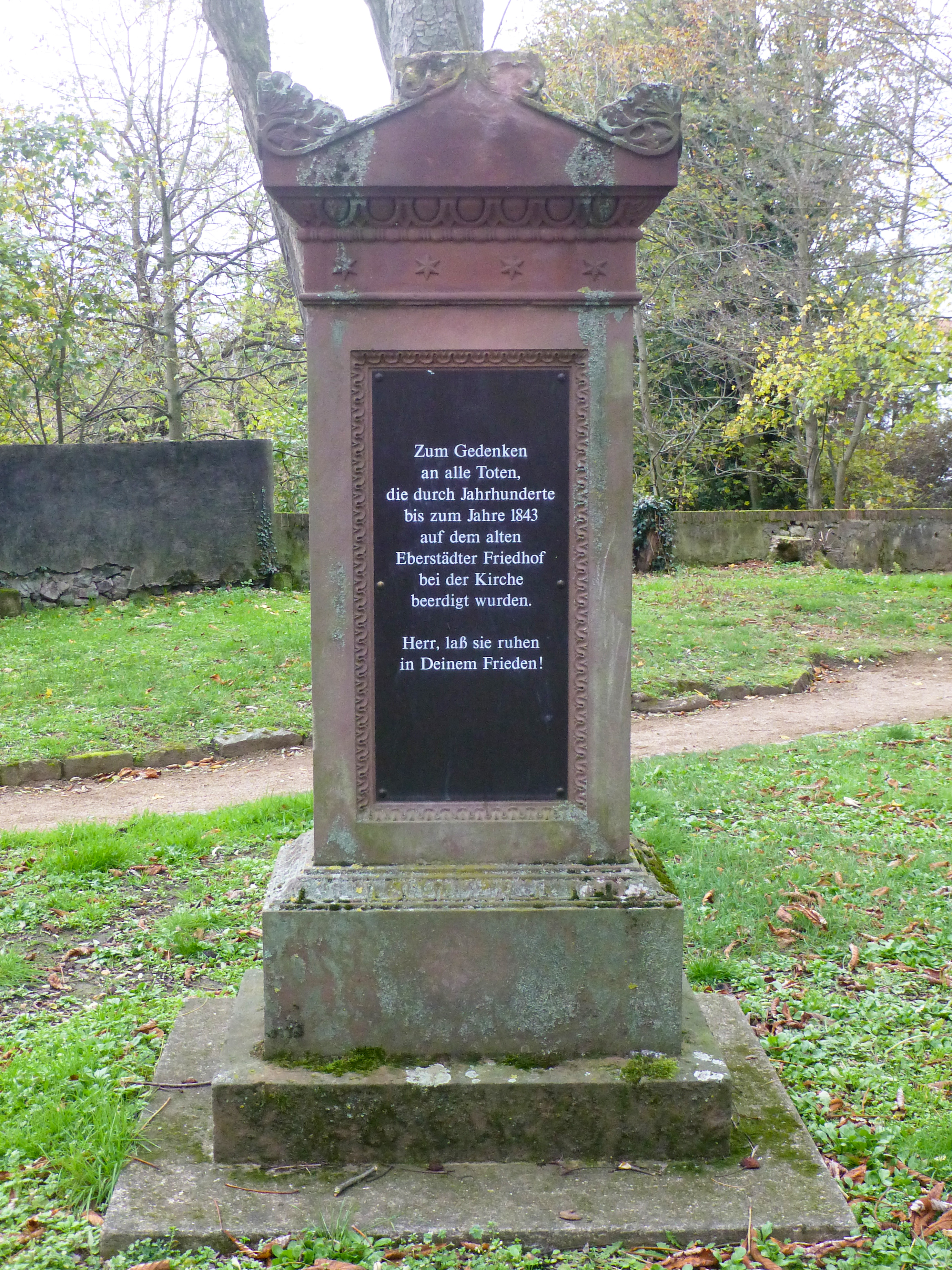
Denkmal südwestlich der Kirche

Wenige Meter südwestlich der Dreifaltigkeitskirche steht ein Denkmal aus rotem Sandstein. Das Denkmal erinnert an den alten Eberstädter Friedhof auf dem Areal der Kirche.
An der Vorderseite des Denkmals befindet sich eine Metallplatte mit folgender Inschrift:
Zum Gedenken

an alle Toten,

die durch Jahrhunderte

bis zum Jahre 1843

auf dem alten

Eberstädter Friedhof

bei der Kirche

beerdigt wurden.

Herr, laß sie ruhen

in Deinem Frieden!
Auf der Rückseite des Denkmals befindet sich eine Gravur im Sandstein mit folgendem Text:
JESAIAE: KAP. 57,V2.

DIE RICHTIG VOR SICH

GEWANDELT HABEN

KOMMEN ZUM FRIEDEN